# Alégracia

La trilogie d'Alégracia est une œuvre de fantasy écrite par Dominic Bellavance et publiée aux éditions Les Six Brumes. Elle est composée de :
1. Alégracia et le Serpent d'Argent, 2005. Prix Aurora 2006, catégorie « Meilleur livre en français ».  (ISBN 2980734268)
2. Alégracia et les Xayiris volume 1, 2006.  (ISBN 2980734276)
3. Alégracia et les Xayiris volume 2, 2007.  (ISBN 9782980963223) (OCLC 227505790)
4. Alégracia et le Dernier Assaut, 2009.  (ISBN 9782980963278) (OCLC 430651745)

## Les livres
La saga d'Alégracia est une trilogie. Toutefois, dans l'édition publiée chez les Six Brumes, Alégracia et les Xayiris est divisé en deux volumes à cause de sa longueur. Cela fait en sorte que la série est composée de quatre livres plutôt que trois.

### Synopsis d'Alégracia et le Serpent d'Argent
Dans Alégracia et le Serpent d'Argent, Dominic Bellavance nous raconte l'histoire d'Alégracia, une fille passionnée des fleurs qui vit au bord de la plage avec sa mère Mosarie et sa sœur Sintara. Un jour, Alégracia découvre un pétale d'une variété qui lui est inconnue et décide de s'aventurer en forêt pour la retrouver. La fillette sera alors pourchassée par des Grignôles, des créatures maléfiques, et devra espérer l'aide d'un héros que l'on nomme l'Ange Arc-en-Ciel.

### Synopsis d'Alégracia et les Xayiris volume 1
Quatre années se sont écoulées depuis que le marchand Kakimi a caché Alégracia dans son repaire secret, au cœur des montagnes de Jovinie. Mais voilà qu’une catastrophe s’abat sur leur demeure, et Alégracia doit s’enfuir dans les Collines-aux-Aurores-Pourpres pour survivre. Elle y fera la rencontre des anges Xayiris, les protecteurs du Continent-Coloré.

### Synopsis d'Alégracia et les Xayiris volume 2
Le Serpent d’Argent est entré dans la capitale du Plateau-Doré. Un grand couronnement a lieu demain soir et l ’ombre de Shnar plane sur les célébrations. En vitesse, Alégracia se rend chez les Moranoir pour les avertir du danger. Elle y rencontre un gentilhomme troublant qui l’envoûte par d’habiles jeux de séduction. Alégracia doit-elle accepter l’invitation qu’on lui offre?

## L'univers
L'histoire de la trilogie d'Alégracia se déroule dans un pays fictif nommé le Continent-Coloré, qui se situe au nord du Drakanitt. L'univers est caractérisé par l'affrontement des démons et des anges dans le monde des humains.

### Continent-Coloré
Le Continent-Coloré est une île, dont le territoire est séparé en sept provinces. Sa population est d'environ 180 000 habitants.
Ce pays n'est pas bien grand quand on le compare à d'autres, comme le Drakanitt. Le voyage d'un bout à l'autre du Continent-Coloré, soit des Collines-aux-Aurores-Pourpres jusqu'au village de Havre-Nord, tout cela en tenant compte du terrain, prend environ trois semaines à dos de cheval.
Ces terres se retrouvent dans l'Océan-d'Écaille-de-Jade.
La plupart des touristes du Continent-Coloré proviennent du Drakanitt Oriental.
Bois-Verts
La province des Bois-Verts (environ 25 000 habitants) est composée des villes de Pur-Dufonio (capitale et métropole), Siuron, Véloire, Havre-Nord, Dimaldie, Talle et Louvère.
Le drapeau des Bois-Verts est représenté par la silhouette d'un arbre, dont le feuillage prend la forme du soleil levant.
Collines-aux-Aurores-Pourpres
La province des Collines-aux-Aurores-Pourpres (environ 16 000 habitants) est composée des villes de Pétulia (capitale), Marronnico (métropole), La-Faran, Savah, Eiro-Van et Carlira.
Contrée-Bleue
La province de la Contrée-Bleue (environ 52 000 habitants) est composée des villes de Mirage (capitale et métropole), Smilorana, Atorstatte, Xatrona, Ligue-Avive et Quarce.
Holbus
La province d'Holbus (environ 27 000 habitants) est composée des villes d'Holbus (capitale et métropole) et de Lyrmentt. Elle a été fondée par le roi Theyore Holbus, personnage historique qui aurait été enfanté dans l'adultère.
Izmalt est l'actuel roi d'Holbus, et le souverain suprême de tout le Continent-Coloré.
Île-Argentée
L'Île-Argentée n'est plus habité aujourd'hui. Elle a toutefois attiré de nombreux immigrants en provenance du Draknaitt, en raison de ses sols riches en argent. Sa ville la plus importante, soit la cité de Zsarès, a été abandonné en l'an 300 et n'est plus que ruines.
L'Île-Argentée abrite le repaire des anges Xayiris.
Plateau-Doré
La province du Plateau-Doré (environ 56 000 habitants) est composée des villes de Kaerine (capitale et métropole), Bienvenue, Classie d'Or et Sabrion. Elle est la province la plus vieille de tout le Continent-Coloré.
Le duc Mathias Moranoir et la duchesse Sarelline Moranoir dirigent le Plateau-Doré durant Alégracia et le Serpent d'Argent. Toutefois, ce pouvoir est transmis à leur fils, Samocure Moranoir, dans Alégracia et les Xayiris.
Vallée-Rouge
La province de la Vallée-Rouge (environ 29 000 habitants) est composée des villes d'Adyn (métropole) et de la Cité-Rouge (capitale). Elle est dirigée par le duc Jocaste, et son armée est commandée par le capitaine Salvéric Artis'Téming.
Le drapeau de la Vallée-Rouge est composé d'un bateau placé au-dessus de trois feuilles d'érable, autour desquels sont disposées une lune et une étoile rouge.

#### Histoire du Continent-Coloré
Voici la chronologie de l'histoire du Continent-Coloré.
- 0 - Découverte du Continent-Coloré par l'exploratrice Kærine et son équipage.
- 1 - Création des Xayriris par l'entité de la Lumière.
- 5 - Fondation de la ville de Bienvenue.
- 124 - Fondation de la ville de Sabrion.
- 243 - Fondation de la ville de Zsarès.
- 288 - Fondation de la ville de Classie d'Or.
- 300 - Exode des mineurs de l'Île-Argentée. Zsarès est abandonnée.
- 439 - Fondation de la Cité-Rouge.
- 451 - Fondation de la ville d'Adyn.
- 553 - Fondation de la ville de Pétunia.
- 569 - Fondation de la ville de La-Faran et de Marronnico.
- 585 - Fondation de la ville de Carlira.
- 844 - Fondation de la ville d'Eiro-Van.
- 978 - Première guerre au Continent-Coloré : La Guerre de la Couronne. Premier réveil des Xayiris.
- 980 - Fondation de la ville d'Holbus. Kaerine perd son statut de capitale nationale.
- 985 - Fondation de la ville de Dimaldie.
- 1028 - Fondation de la ville de Louvère.
- 1143 - Fondation de la ville de Savah.
- 1225 - Fondation de la ville de Véloire.
- 1443 - Fondation de la ville de Talle.
- 1733 - Fondation de la ville de Siuron.
- 1737 - Fondation d'Havre-Nord.
- 1854 - Fondation de la ville de Lyrmentt.
- 1875 - Arrivée d'Athore et de Zarakis sur le Continent-Coloré. Deuxième réveil des Xayiris.
- 1876 - Fondation de la ville de Pur-Dufonio.
- 1974 - Deuxième guerre au Continent-Coloré : La Grande Libération. Troisième réveil des Xayiris.
- 1975 - Fondation du mouvement des Vagabonds aux Manches Blanches.
- 1992 - Naissance d'Alégracia et de Sintara.
- 2004 - Année où se déroule le récit Alégracia et le Serpent d'Argent.
- 2006 - Troisième guerre au Continent-Coloré : La Guerre des Collines-aux-Aurores-Pourpres.
- 2008 - Année où se déroulent les romans Alégracia et les Xayiris et Alégracia et le Dernier Assaut.

### Drakanitt
Le Drakanitt est divisé en trois grands territoires, chacun étant totalement indépendant des autres : le Drakanitt Oriental, le Drakanitt Occidental et le Drakanitt Moyen. Le Drakanitt Oriental est le territoire qui est situé le plus près du Continent-Coloré, endroit où se déroule l'intrigue de la série.
Le Drakanitt Oriental
Le Drakanitt Oriental est composé principalement de jungles et de déserts. On y compte plusieurs villes importantes, entre autres Roc-du-Cap (capitale et métropole), Zinentel et la citadelle de Krytz.
Plusieurs personnages de la série sont nés dans cette région. Parmi ceux-ci, on compte :
- Arcaporal Croll Smithen
- Arcaporal Davide Conerco
- Bachior Arioo
- Kakimi Moveïf
- Segnar Rackten'Dar

D'autres sont nés au Continent-Coloré, mais on passé une partie de leur vie sur Drakanitt Oriental :
- Jonathan Bicantin (alias Bulgaboom)
- Dircamlain

Le Drakanitt Occidental
Dans la trilogie, très peu de passages font référence au Drakanitt Occidental. Dans Alégracia et les Xayiris, toutefois, le Xayiris Tel'Dree mentionne que Zarakis a déjà parcouru ces terres aux côtés du démon Athore. Ces derniers formaient un duo de hors-la-loi.
Le Drakanitt Moyen
Tout comme le Drakanitt Occidental, on retrouve très peu de références sur le Drakanitt moyen dans la trilogie. Arcaporal Smithen mentionne néanmoins, dans Alégracia et les Xayiris, qu'il avait reçu l'ordre d'attaquer cette province avant de s'exiler sur le Continent-Coloré. Il disait de ses habitants qu'ils étaient « soit les meilleurs intellectuels du monde, soit des sauvages sans pitié ». Il mentionne également l'existence d'une organisation judiciaire nommé le Grand Perchoir, qui aurait envahi Timentus, une cité de la région.

#### Roc-du-Cap
Roc-du-Cap est la capitale et métropole du Drakanitt Oriental. Elle borde l'Océan-d'Écaille-de-Jade, sur le Drakanitt. On y retrouve le palais du souverain suprême du Drakanitt Oriental.
La cité de Roc-du-Cap est séparée en deux parties : la Vieille-Ville et la Ville-Neuve.
La Ville-Neuve
La Ville-Neuve représente le quartier de Roc-du-Cap qui a été construit après la Révolution de Roc-du-Cap. Il témoigne de la reprise du pouvoir par la famille Capiaso. On y retrouve tous les bâtiments d'architecture raffinée, notamment le Palais de Roc-du-Cap, le Grand Théâtre et de nombreux musées.
La Vieille-Ville
La Vieille-Ville est le quartier le plus ancien de Roc-du-Cap. Autrefois, des magiciens noirs habitaient clandestinement cette partie de la ville. Ces gens ont été chassés par l'armée nationale, et ils ont été contraints de fuir vers le Drakanitt Moyen, laissant une partie de Roc-du-Cap déserte derrière eux.
Aujourd'hui, le quartier de la Vieille-Ville est malfamé, principalement à cause de son passé. On y retrouve surtout des marchés.
Système monarchique et armée
Docène Capiaso est le roi de Roc-du-Cap. Il possède un pouvoir absolu. À l'époque où se déroule la trilogie d'Alégracia, il est très âgé et n'a toujours pas d'héritier.
Le roi de Roc-du-Cap est également le chef de l'armée nationale. Il donne des ordres directs à ses Arcaporaux, des maîtres de la guerre. Ces derniers sont chargés de commander les soldats durant les batailles.
Le rôle de la ville dans la trilogie
Bien qu'aucune action ne se passe directement à Roc-du-Cap dans la trilogie (excepté dans quelques histoires racontées par les personnages), cette ville a beaucoup d'influence dans le déroulement du récit.
Dans Alégracia et le Serpent d'Argent, Shnar tente de séduire Mosarie en lui proposant de lui acheter une demeure près de Roc-du-Cap, la grande ville des arts. La lanterne magique d'Alégracia a également été achetée dans cette cité.
Dans Alégracia et les Xayiris, Alégracia lit des histoires, écrite par l'auteur Dircamlain, qui se déroulent à Roc-du-Cap. Arcaporal Smithen y raconte également l'un de ses récits de guerre, datant de l'époque où il servait le roi Docène. Vers le milieu du récit, le discours de Jaï-Kini sous-entend qu'il existerait une communauté homosexuelle à Roc-du-Cap.
Dans Alégracia et le Dernier Assaut, Arcaporal Davide Conerco est un envoyé de Roc-du-Cap. Il joue le rôle de conseiller militaire auprès de maître Éwinga.

## Personnages

### Alégracia
Alégracia est le personnage principal de l'histoire. Elle est un Quart-Kajuvâr qui a réussi à harmoniser son corps grâce à un contact répété avec les fleurs.
Selon les descriptions de l'auteur, Alégracia ne serait pas très grande. Elle a les cheveux roses (tirant sur le roux, si on se fie aux pages de couverture des livres), et sa chevelure dégage un parfum floral.
Dans le langage angélique, l'expression Alégra'Cia signifie : « les yeux d'un ange ». Cette information est divulguée par plusieurs personnages, dont Majora Castter et le Xayiris Tel'Dree. Ce nom vient du fait qu'Alégracia a les yeux verts, et cette couleur est typique chez les anges.

### Autres personnages
- Sintara, sœur d'Alégracia. Elle est également un Quart-Kajuvâr.
- Mosarie, mère d'Alégracia.
- Kakimi, un marchand qui voyage par téléportation à l'aide d'une caravane enchantée.

## Créatures de la trilogie
Les créatures de la trilogie sont classés selon trois types :
- Les anges, qui sont alimentés par l'énergie de la Lumière;
- Les démons, qui sont alimentés par l'énergie des Ténèbres; et enfin,
- Les autres créatures, qui s'autosuffisent biologiquement. Certains pourraient être comparés à de simples animaux.

### Anges
- Akdath
- Arnallie (Note : ces anges sont des démons durant la période prépubère)
- Solarius
- Xayiris

### Kajuvâr
Il s'agit de la race de démon la plus répandue sur le Continent-Coloré.

#### Origines de la race
Les premiers Kajuvârs ont été découverts par les anges Solarius, sur un continent nommé Mechæom, et ce, 13 000 avant la fondation du Continent-Coloré. Ces créatures, alors appelées Kaj'Houvar, avaient été envoyées par les Ténèbres dans l'unique but d'anéantir toute forme de technologie électronique.
Les corps des Kajuvârs sont spécialement adaptés pour cette tâche. Leurs cheveux dégagent un champ électro-statique capable d'endommager les puces électroniques. Ces créatures sont également dotées de griffes capables de déchirer l'acier. Enfin, leurs bouches dégagent assez de chaleur pour alimenter de l'équipement fonctionnant à l'énergie thermique.
À l'époque où se déroule la trilogie d'Alégracia, les pouvoirs de ces créatures sont demeurés intacts. Cependant, comme la technologie a régressé au point où l'univers ressemble à l'époque médiévale, les Kajuvârs utilisent généralement leurs pouvoirs à d'autres fins.

#### Démons métamorphiques
Les Kajuvârs sont des démons métamorphiques. Cela signifie qu'ils peuvent prendre une apparence humaine à volonté. Cependant, plus la concentration de Ténèbres dans le sang d'un tel démon est faible, plus ils ont des difficultés à prendre une autre forme que celle d'un humain.
Comme les premiers Kaj'Houvars, datant de l'époque de Mechæom (voir ci-dessus), n'avaient pas la capacité de se transformer en humains, on suppose que les Kajuvârs de sang pur sont issus, à l'origine, d'un croisement entre un Kaj'Houvar et un humain.

#### Kajuvârs
Ces personnages ont tous du sang de Kajuvâr. Ils sont classés selon leur concentration de Ténèbres dans leur sang.
Kajuvârs de sang pur
- Athore
- Bachior Arioo, un criminel ayant aidé Riuth à s'évader d'Holbus.

Demi-Kajuvârs
- Izmalt
- Lasielle Arioo

Tiers-Kajuvârs
- Moraïne Zéroo
- Riuth
- Shnar

Quart-Kajuvârs
- Alégracia
- Sintara

Cinquième-Kajuvârs
- Jolène Lorcoo

Onzième-Kajuvârs
- Bimosar

Kajuvârs dont la concentration de sang est inconnue
- Thamaya Éxoo

### Autres créatures
- Artis'Téming, démon
- Ballustra
- Chappa
- Grignôle
- Itililaïlaïlille
- Ours-épic

## Langues de la trilogie
Hormis le langage commun utilisé par la narratrice et les autres personnages, cinq langues fictives sont jusqu'à maintenant présentes dans la trilogie d'Alégracia.

### Le Maktathin ancien
Le Maktathin ancien est une langue morte qui a été utilisée par les fondateurs de Roc-du-Cap. Ce langage est encore connu par l'élite de la société et traditionnellement utilisée dans certaines pièces de théâtre et cérémonies religieuses.
Exemple de phrase en Maktathin ancien : Kiaz jaïniel ann kitknoti vinn tamizitti VaösteL dala Rokdokap. Traduction : Le grand Vaöstel, acteur et compositeur de la capitale.
Les noms Izmalt, Jaï-Kini, Kakimi et Kazz tirent leurs racines du Maktathin ancien.

### Le Moraligui (aussi appelé l'Angélique)
Le Moraligui, qui signifie langue du sanctuaire, est parlé par les anges Solarius sur leur continent appelé Célestia. Comme ces anges ont été très présents au Drakanitt durant les années qui ont suivi sa fondation, des traces de ce langage sont restées imprégnées dans toutes les cultures. Certaines sociétés d'anges du Drakanitt et du Continent-Coloré continuent d'utiliser le Moraligui comme langue courante.
La syntaxe de l'Angélique a certaines particularités. Les noms qui sont associés à un rôle ou un adjectif sont liés par une apostrophe. Ainsi, l'expression « tueur de démon » s'écrira « Artis'Téming ». De plus, les fin de phrases (ou d'idées générales) sont caractérisés par le son « ki », qui sera écrit tel quel dans la langue commune, mais qu'on omet dans la graphie originale de la langue. Finalement, les mots importants d'une phrase (généralement les noms et certains adjectifs) prendront la majuscule.
Exemple de phrase en Moraligui : Méria’Talis va Badar ki. Traduction : Je les sens s'approcher.
Les noms Alégracia, Sintara, Galdiare, Troma'Dar, Rackten'Dar, Artis'Téming et Kajuvâr tirent leurs racines du Moraligui.

### Le Cahìl
Le Cahìl est une langue originaire du Drakanitt Occidental qui était autrefois parlée par des peuples sauvages. La langue a migré vers le Drakanitt Oriental, où sa syntaxe s'est beaucoup modifiée pour s'apparenter à la langue commune. L'ancien Cahìl est maintenant connu sous le nom de « Cahìl sauvage », et son usage est prohibée dans la plupart des communautés qui en connaissent l'origine.
Dans la saga d'Alégracia, Déraniro et ses sbires font parfois usage de cette langue.
Les voyelles du Cahìl qui prennent un accent grave (`) sont prononcées comme si un « H » se trouvait juste avant cette lettre, avec un son si profond que le parleur donne parfois l'impression qu'il tousse.
Exemple de phrase en Cahìl : Acht nie casta cal, to chin riz Chmittèn cachouà?
Le nom Déraniro tire ses racines du Cahìl.

### Le Xil
Le Xil est la langue native des anges Xayiris qui ressemble, pour un humain normal, à des piaillements d'oiseau. Les anges sont en général capables d'interpréter ces chants comme de véritables phrases.

### Le Kio
Série d'impulsions sonores produites par les Kajuvârs. Ce langage permet de transmettre d'énormes quantités d'informations en peu de temps. L'appellation de cette langue provient de l'époque de Mechæom, où l'on utilisait l'expression : « Kajuvâr 1/0 » pour décrire de la façon dont ces démons échangeaient de l'information.